# مقاطعة غرغان
مقاطعة غرغان (بالفارسية: شهرستان گرگان) هي مقاطعة تقع في غلستان في إيران. يقدر عدد سكانها بـ 393,887 نسمة .

## أعلام
- محمد عباسي